# Автостанція «Дарниця»

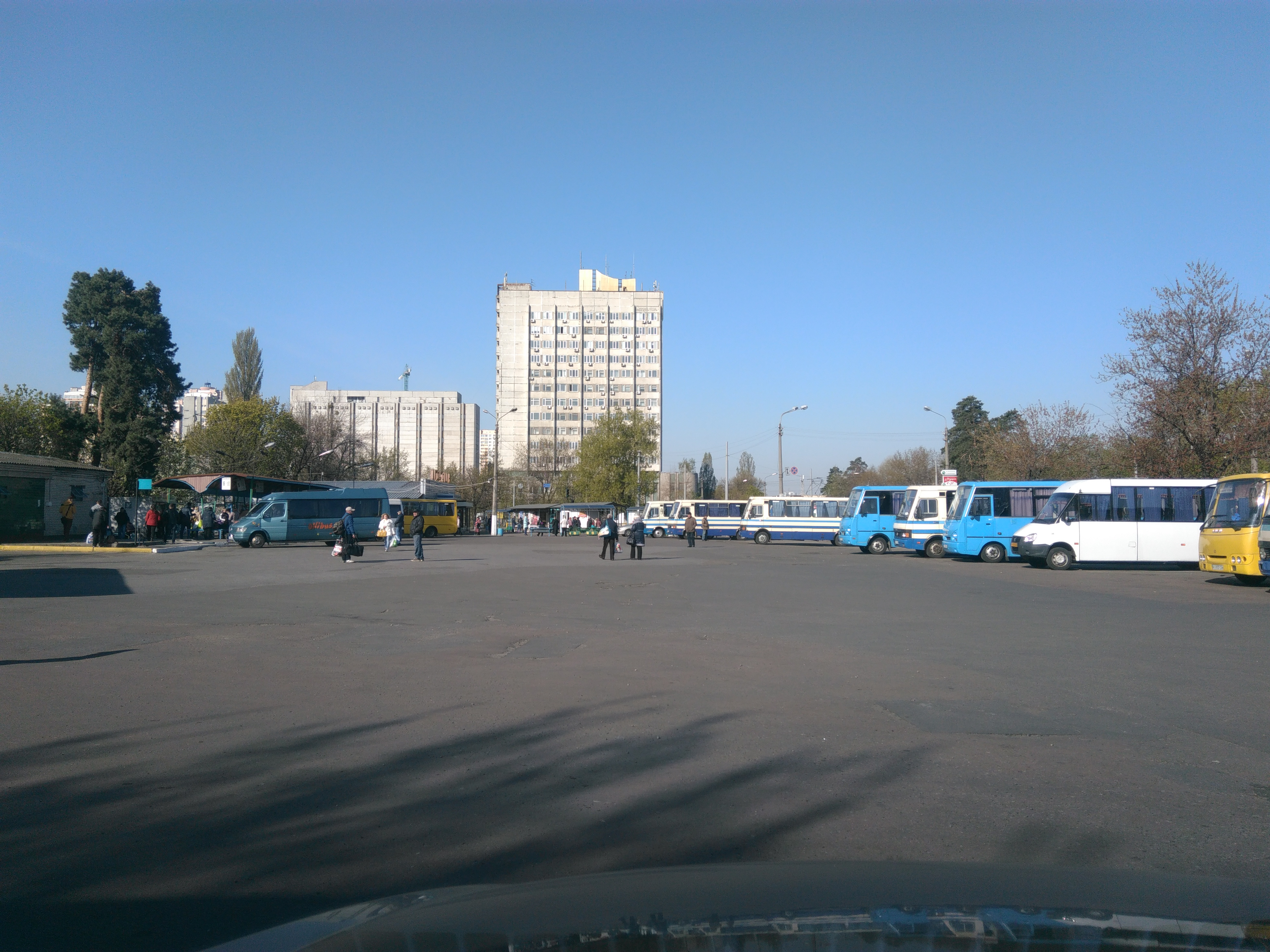
Автостанція «Дарниця», квітень 2017

Автостанція № 2 «Дарниця» — автостанція в Києві. Розташована в Деснянському районі столиці по проспекту Леоніда Каденюка 1.  
Автостанція перебуває в управлінні компанії «Укрпас». Є частиною великого транспортного вузла. З автостанції вирушають, як великі автобуси, так і маршрутки. Поряд з автостанцією проходять трамвайні колії в різних напрямках, на невеликій відстані станції метро «Чернігівська», «Лісова». Щоденно з автостанції вирушає понад 270 рейсів у понад 30 населених пунктів України.
З автостанції «Дарниця» можна доїхати до різних  приміських та міжміських міст.

## Інфраструктура
На території автостанції розташовані:
- супермаркет і кіоски з харчовими продуктами
- стоянка для приватних автомобілів
- туалет
- кімната по догляду за дитиною
- камери схову для багажу
- квиткові каси
- зал очікування

## Рейси
Станом на січень 2022 року з автостанції щоденно  вирушає понад 250 рейсів у понад 30 населених пунктів, у тому числі: Глухів, Ніжин, Оржиця, Чернігів, Остер,  Згурівка, Черкаси, Козелець, а також у населені пункти Аркадіївка, Бобровиця, Борзна, Вознесенське, Горбачівка, Дружба, Євминка, Заворичі, Ічня, Козацьке, Корюківка, Крехаїв, Лосинівка, Михайлівка, Парафіївка, Помоклі, Свидовець, Світанок, Семенівка, Сеньківка, Талалаївка, Тарасівка, Тростянець, Турівка, Урсалівка, Чигирин, Шевченкове.